# パーシー・ホッジ
パーシー・ホッジ （Percy Hodge、1890年12月26日- 1967年12月27日）は、イギリスの陸上競技選手。1920年アントワープオリンピックの金メダリストである。
ホッジは、1920年アントワープオリンピックで初めて正式種目となった3000m障害に出場。初めて行われるこの種目の優勝候補と目されていた。この当時の3000m障害は、現在と違い芝生の上で行われていた。ホッジは下馬評どおり、予選を余裕で突破し、決勝でも2位のアメリカのパトリック・フリンに約20秒もの大差をつけ圧勝。初代チャンピオンに輝いた。
ホッジは、国内では、1919年から1921年までAAA選手権の2マイル障害を3連覇。さらに1923年にも制している。また、1920年の国際クロスカントリー選手権ではチームを優勝に導いている。（個人では9位）